# New York Bulldogs
Die New York Bulldogs, ab 1950 New York Yanks, waren eine American-Football-Mannschaft, die in den Jahren 1949 bis 1951 in der National Football League spielte.

## Geschichte
Der Radiomanager Ted Collins erwarb 1943 eine NFL-Franchise für Boston (Massachusetts). Ursprünglich beabsichtigte er in New York zu spielen. Der Eigentümer der New York Giants war jedoch gegen eine zweite NFL-Franchise in New York, insbesondere da die konkurrierende Football-Liga All-America Football Conference (AAFC) ebenfalls ab 1946 mit Teams in New York und Brooklyn starten wollte.
Der Spielort Boston erwies sich als schwierig. Collins gelang es nicht die Boston Yanks in die Gewinnzone zu führen. Angesichts der Krise bei der AAFC und somit nur die Giants als weitere Mannschaft in New York, hoffte er, dass eine Verlegung des Teams dorthin die finanzielle Situation verbessern könnte. Für Collins war es vorteilhaft, das Franchise der Boston Yanks zurückzugeben und somit steuerlich abzuschreiben und für New York eine neue Franchise zu zeichnen. Dieser Vorgehensweise stimmte die NFL zu. Die neue ab 1949 in New York spielende Mannschaft firmierte unter New York Bulldogs.
Im Gründungsjahr konnten die Bulldogs den späteren Hall-of-Fame-Quarterback Bobby Layne unter Vertrag nehmen. Um die Rechte an Layne zu erlangen, waren sie allerdings gezwungen dem ehemaligen Team von Layne, den Chicago Bears 50.000 Dollar zu zahlen. Zudem mussten sie zwei Erstrunden-Draftrechte an die Mannschaft aus Chicago abgeben. Heimstadion waren die Polo Grounds, die gemeinsam mit dem Stadtrivalen New York Giants genutzt wurden. Trainiert wurde die Mannschaft von Charley Ewart, dem vorjährigen General Manager der Philadelphia Eagles.
Die erste Saison verlief für die Bulldogs nicht erfolgreich. Von den 12 Spielen, gewannen sie eines, verloren zehn und spielten einmal unentschieden. Aber daneben war auch der Zuschauerzuspruch äußerst gering. Bei den sechs Heimspielen kamen lediglich 48.007 Zuschauer, davon allein beim Spiel gegen den Stadtrivalen Giants 17.704. Die niedrigste Zuschauerzahl kam am 30. Oktober 1949 beim Unentschieden gegen die Washington Redskins. Die 3.678 Besucher markierten den niedrigsten Wert seit 1939 bei einem Heimspiel. Nur in den Zeiten der Covid-19-Pandemie waren auf Grund der Zugangsregelungen weniger Zuschauer im Stadion.
Nachdem Ende 1949/Anfang 1950 die AAFC und die NFL fusionierten und das AAFC-Team der New York Yankees nicht in die gemeinsame Liga übernommen wurde, nutzte Collins seine Chance und übernahm 18 Yankees-Spieler in sein Team (im Vergleich dazu vier Spieler der vorjährigen Bulldogs-Mannschaft) sowie den Trainer Red Strader. Außerdem benannte er das Team in New York Yanks um und konnte nunmehr auf das Yankee Stadium als Heimstadion nutzen.
Neuer Quarterback war nach dem Abgang von Layne, George Ratterman. Dieser hatte vorher im AAFC-Team der Buffalo Bills gespielt. Das Team startete mit sechs Siegen und einer Niederlage in die Saison. Beim siebenten Saisonspiel gegen die Chicago Bears konnten 50.178 Zuschauer im Yankee Stadium verzeichnet werden. Auch bei den Spielen gegen die Rams und die Giants wurden über 40.000 Zuschauer gezählt. Die folgende Serie von vier Niederlagen führte jedoch dazu, dass beim letzten Saisonspiel, einem Sieg gegen die Baltimore Colts, nur rund 6.900 Zuschauer dabei waren. Mit einem Ergebnis von sieben Siegen und fünf Niederlagen wurden sie Dritte ihrer Division.
Im Juni 1951 wurde Head Coach Red Strader mit Erzproblemen ins Krankenhaus eingewiesen. Im August entließ Collins Strader, nachdem dieser nicht versichern konnte, dass seine gesundheitlichen Probleme seine Tätigkeit nicht beeinträchtigen würde. Strader klagte später gegen die Entlassung und erhielt sein vereinbartes Gehalt von 10.000 Dollar und die Kosten des Verfahrens zugesprochen. Für die Saison 1951 konnte das Team die späteren Hall-of-Famer Art Donovan und Mike McCormack verpflichtet. Sportlich begann für die Yanks die Spielsaison unglücklich. Da der Eigentümer des Yankee Stadiums, die Baseballmannschaft der New York Yankees um die World Series spielte, wurden den Yanks keine Spieltermine eingeräumt. Die geplanten Heimspiele mussten deshalb in Los Angeles und Detroit stattfinden. Beide Spiele gingen verloren. Erst das achte Saisonspiel konnte gewonnen werden. Damit gingen auch wieder die Zuschauerzahlen in den Keller. Die beiden letzten Saisonspiele gegen die Bears und die Giants hatten rund 13.000 und 6.600 Zuschauer. Am Ende der Saison wurde von 12 Spielen eines gewonnen, zwei unentschieden gespielt und neun verloren. Die Yanks wurden damit Letzte ihrer Division und der Liga.
Ted Collins sah nach der Saison 1951 keine Chance das Verluste schreibende Team weiter zu finanzieren. im Rahmen der Eignerversammlung der NFL Mitte Januar 1952 wurde schließlich der Verkauf des Teams organisiert. Ted Collins gab das Franchise offiziell an die NFL zurück. Die für die Saison 1952 neu gegründeten Mannschaft der Dallas Texans übernahm Spielerverträge und Equipment der New York Yanks. Sie zahlten dafür 100.000 Dollar an Collins. 200.000 Dollar erhielten das Yankee Stadium für ausstehende Pachtzahlungen.

## Uniform
In den Jahren 1949 und 1950 trug das Team hellblaue Jerseys mit grauen Ziffern und grauen Schultern oder weiße Jerseys mit hellblauen Ziffern und hellblauen Helmen. 1951 trug das Team dunkelblaue Jerseys mit weißen Ziffern oder weiße Jerseys mit dunkelblauen Ziffern und dunkelblauen Helmen.

## Statistik
| Saison            | Liga              | Siege             | Niederlagen       | Unentschieden     | Punkte erzielt    | Punkte zugelassen | Platzierung          | Playoffs (evtl.)  | Head Coach        |
| New York Bulldogs | New York Bulldogs | New York Bulldogs | New York Bulldogs | New York Bulldogs | New York Bulldogs | New York Bulldogs | New York Bulldogs    | New York Bulldogs | New York Bulldogs |
| ----------------- | ----------------- | ----------------- | ----------------- | ----------------- | ----------------- | ----------------- | -------------------- | ----------------- | ----------------- |
| 1949              | NFL               | 1                 | 10                | 1                 | 153               | 368               | 5. Eastern Division  |                   | Charley Ewart     |
| New York Yanks    |                   |                   |                   |                   |                   |                   |                      |                   |                   |
| 1950              | NFL               | 7                 | 5                 | 0                 | 366               | 367               | 3. National Division |                   | Red Strader       |
| 1951              | NFL               | 1                 | 9                 | 2                 | 241               | 382               | 6. National Division |                   | Jimmy Phelan      |

## Mitglieder in der Pro Football Hall of Fame
| New York Yanks / Bulldogs Hall of Famers | New York Yanks / Bulldogs Hall of Famers | New York Yanks / Bulldogs Hall of Famers | New York Yanks / Bulldogs Hall of Famers |
| Name                                     | Position                                 | Spielzeit                                | Aufnahme in die HOF                      |
| ---------------------------------------- | ---------------------------------------- | ---------------------------------------- | ---------------------------------------- |
| Bobby Layne                              | Quarterback, Kicker                      | 1949                                     | 1967                                     |
| Art Donovan                              | Defensive Tackle                         | 1951                                     | 1968                                     |
| Mike McCormack                           | Offensive Tackle                         | 1951                                     | 1984                                     |

## Namhafte Spieler
- Joe Osmanski, Fullback, spielte 1949 bei den Bulldogs
- John Rauch, Quarterback, spielte 1949–1951 bei den Bulldogs/Yanks
- George Taliaferro, Halfback, Quarterback, spielte 1950–1951 bei den Yanks
- Bob DeMoss, Quarterback, spielte 1949 bei den Bulldogs
- Brad Ecklund, Center, spielte 1950–1951 bei den Yanks
- George Ratterman, Quarterback, spielte 1950–1951 bei den Yanks
- Jack Russell, Offensive End, spielte 1950 bei den Yanks
- Spec Sanders, Tailback, Quarterback, Punter, spielte 1950 bei den Yanks
- Art Weiner, Offensive End, spielte 1950 bei den Yanks
- Buddy Young, Halfback, spielte 1950–1951 bei den Yanks